# Tiểu Nga (1764–1781)
Tỉnh Tiểu Nga thứ nhất (tiếng Nga: Малороссiйская губернiя, tiếng Ukraina: Малоросійська губернія) hay Chính phủ Malorossiya được chính phủ Nga thành lập vào năm 1764–65 sau khi bãi bỏ Quốc gia hetman Cossack tại các vùng đất Ukraina để hợp nhất vào Đế quốc Nga. Tỉnh Tiểu Nga thứ nhất nằm dưới quyền cai quản của Pyotr Rumyantsev.
Với một cuộc cải cách hành chính khác vào năm 1781, tỉnh và các phân khu (trung đoàn) của nó đã bị giải thể và thay thế bằng các phó vương quốc được chia thành các huyện (uyezd).

## Phân vùng
Tỉnh được chia thành 10 trung đoàn (polk) tương đương với các huyện (uyezd).
- Trung đoàn Starodub (1663–1782)
- Trung đoàn Kiev
- Trung đoàn Pereyaslav
- Trung đoàn Nizhyn
- Trung đoàn Chernihiv
- Trung đoàn Pryluky
- Trung đoàn Lubny
- Trung đoàn Myrhorod
- Trung đoàn Hadiach
- Trung đoàn Poltava

## Huy hiệu

Người Cossack với súng hỏa mai, huy hiệu chính thức của Quốc gia hetman Cossack

Cho đến năm 1767, huy hiệu của tỉnh là người Cossack với súng hỏa mai, sau đó nó được thay thế bằng đại bàng hai đầu của Nga.